# Edirne (stad)
Edirne (Nederlands (in historische context): Adrianopel; Grieks: Αδριανούπολις, Adrianoúpolis; Bulgaars: Одрин', Odrin) is een stad in het Europese deel van Turkije in het historische Thracië. De stad telt 198.428 inwoners (2024) en ligt aan de samenvloeiing van de Tunca en de Meriç. Zowel Griekenland als Bulgarije liggen zeer dichtbij. Edirne is de hoofdstad van de gelijknamige provincie.
De Grieken noemen de stad nog steeds Adrianopel. De Slaven noemen de stad Odrin of Jedren. De Turkse en Slavische varianten gaan alle terug op de oorspronkelijke Latijnse naam.

## Geschiedenis
De stad werd gesticht door de Romeinse keizer Hadrianus en kreeg zijn naam: Hadrianopolis, dat "Stad van Hadrianus" betekent. Eerder lag er een nederzetting van de Thraciërs die bekend was als Uskadama, Uskudama of Uskodama.
De keizer was betrokken bij de architectuur en de organisatie van het stadsbestuur. Zo schreef hij een "Epistula ad Stratonicenses Hadrianopolis". De keizer noemde de nieuwe stad naar zichzelf. Het was niet het enige Hadrianopolis in het Romeinse Rijk.
In 378 kwamen de Visigoten die in de Balkan leefden in opstand tegen het Romeinse gezag. Bij de Slag bij Adrianopel versloegen zij het Romeinse leger, waarbij de Romeinse keizer Valens de dood vond.
De stad werd in 1362 veroverd door het Ottomaanse Rijk en diende van 1365 tot 1453 als hoofdstad van dit rijk. In 1575 bouwde sultan Selim II in Adrianopel de Selimiye-moskee, die werd ontworpen door de grote Ottomaanse architect Sinan en minaretten kreeg van 70,9 meter hoog, die tot op heden de hoogste van Turkije zijn.
Tot de regering van Selim I waren er overgebleven populaties van zogenaamde Tengri-Turken in de provincie Edirne die vasthielden aan de oude overtuigingen van het Tengrisme. Aangenomen wordt dat het een groep nomadische Yörük was.
Het gebied rond Edirne heeft sinds de tijd van de Grieken vijftien grote veldslagen gekend. Voor de Ottomanen was het tijdens de Balkanoorlogen tussen 1912 en 1913 een belangrijk bolwerk ter verdediging van Constantinopel en Oost-Thracië. De stad werd echter driemaal veroverd in de tijd daarvoor. Bij de verovering in 1828 door de Russen in de achtste Russisch-Turkse Oorlog werd er het Verdrag van Adrianopel getekend. Tijdens de negende Russisch-Turkse Oorlog veroverden de Russen het opnieuw in 1878.
Aan het begin van de 20e eeuw wisselde de stad veelvuldig van eigenaar: de Bulgaren veroverden het in 1913 tijdens de Eerste Balkanoorlog na een maandenlang beleg, maar moesten de stad na de Tweede Balkanoorlog bij de Vrede van Boekarest later dat jaar weer aan het Ottomaanse Rijk laten. In 1915 gaven de Turken de stad op Duits aandringen terug aan Bulgarije als om ze ertoe te bewegen aan de strijd deel te nemen aan de kant van de centrale mogendheden. De gehele Armeense bevolking van de stad werd tijdens de Armeense genocide op 27 en 28 oktober 1915 en 17 en 18 februari 1916 gedeporteerd naar Syrië en Mesopotamië. Na de Eerste Wereldoorlog werd de stad bij het Verdrag van Sèvres (1920) Grieks om na de door Griekenland verloren Grieks-Turkse Oorlog in 1923 bij de Vrede van Lausanne aan Turkije te worden toegewezen. Daarbij werden de christelijke (vooral Griekse) inwoners van de stad naar Griekenland uitgewezen, en de moslimbevolking van Griekenland hervestigde zich in Edirne.

## Veldslagen
Er zijn zeker negen veldslagen bij Edirne uitgevochten. Zie Slag bij Adrianopel voor de verschillende veldslagen die bij deze stad zijn uitgevochten.

## Kırkpınar
Elk jaar in juni vindt het olieworstelfestival Kırkpınar plaats. Het wordt sinds het midden van de 14e eeuw georganiseerd, en is het langstlopende sportevenement ter wereld. Sinds 2010 staat het op de werelderfgoedlijst van de UNESCO.

## Trivia
Edirne is bekend vanwege zijn "lever in olie", witte kaas en "fruitvormige zepen".